# David Perez
Davide ou David Perez (Nápoles, 1711 — Lisboa, 30 de outubro de 1778) foi um compositor italiano, filho de uma família de remota origem espanhola. O sobrenome Perez é, ainda hoje, muito comum nas províncias que formavam o antigo Reino das Duas Sicílias. Estudou violino com Antonio Gallo, um dos melhores violinistas italianos da época, e contraponto com Francisco Mancini, mestre do Conservatório de Loreto.
Serviu como maestro na Real Capela Palatina de Palermo até 1748. Em 1752, estreia a sua opera Zenobia em Milão e nesse mesmo ano é contratado por ordem de D. José I para ser mestre dos seus filhos e compositor da corte, estreando logo no Carnaval seguinte duas das suas óperas: Demofoonte e Andriano in Siria.
Naquela época, estava a construir-se o grande Teatro da Ribeira, o qual, sendo estreado em 1755, seria destruído naquele mesmo ano pelo terramoto. Este foi inaugurado com a obra Alessandro nell'Indie, que teve em cena 400 homens, o que mostra a grandiosidade do teatro. Apesar do terramoto, Perez não fugiu de Portugal, mas passou desde então a se dedicar principalmente à música sacra, sendo na qualidade de  maestro da Capela Real responsável por uma extensa reforma italianizante na música portuguesa
Perez ficou cego na velhice, e passou a ditar sua música a um jovem que a transcrevia. Morreu em 30 de outubro de 1778, sentado numa poltrona em sua casa próxima ao Palácio da Ajuda. Deixou como único herdeiro sua irmã, Olimpia. Seu sobrinho Davide Perez Ferro, que viera a Lisboa para levar à Nápolis seus bens, teve o navio no qual viajava de volta assaltado por dois barcos piratas, conforme foi publicado pelo investigador Ribeiro Guimarães num artigo do Jornal do Comercio, de 30 de Novembro de 1867.
David Perez exerceu uma grande influência nos compositores portugueses florescidos nos finais do século XVIII e princípios XIX. Em todos eles, inclusive em Marcos Portugal, se nota influência. A sua assinatura na Irmandade de S. Cecília data de 28 de Setembro de 1756.

## Óperas
- La nemica amante (libretista desconhecido), dramma per musica (4 de novembro de 1735, Nápoles, Palazzo reale)
- I travestimenti amorosi (Antonio Palomba), commedia per musica (10 de julho de 1740, Nápoles, Palazzo reale)
- Siroe, re di Persia (Pietro Metastasio) (4 de novembro de 1740 Nápoles, Teatro S. Carlo)
- Demetrio (Pietro Metastasio) (13 de junho de 1741, Palermo, Teatro S. Cecilia)
- Alessandro nell'Indie (Pietro Metastasio), (Carnaval 1744, Génova, Teatro Falcone)
- Merope (Apostolo Zeno) (Carnaval 1744 Génova, Teatro Falcone)
- Leucippo (Giovanni Claudio Pasquini), favola pastorale (1744, Palermo, Teatro S. Cecilia)
- L'errore amoroso (Antonio Palomba), commedia per musica (Carnaval 1745, Palermo, Teatro S. Lucia)
- L'amor fra congionti, commedia (Carnaval 1746, Palermo, Teatro S. Lucia)
- Artaserse (Pietro Metastasio) (outono 174, Florença, Teatro della Pergola)
- La Semiramide riconosciuta (Pietro Metastasio) (3 de fevereiro de 1749, Roma, Teatro Alibert)
- La clemenza di Tito (Pietro Metastasio) (1749, Nápoles, Teatro S. Carlo)
- AndRomaeda (1750, Viena, Hof)
- Vologeso (Apostolo Zeno) (1750, Viena, Hof)
- Ezio (Pietro Metastasio) (26 de dezembro de 1750, Milão, Teatro regio ducal)
- Il Farnace (Apostolo Zeno) (Carnaval 1751, Turim, Teatro real)
- La Didone abbandonata (Pietro Metastasio) (1751, Génova)
- La Zenobia (Pietro Metastasio) (outono 1751, Milão, Teatro regio ducal)
- Il Demofoonte (Pietro Metastasio) (outono 1752, Lisboa, Teatro da Corte)
- L'Olimpiade (Pietro Metastasio) (primavera 1753, Lisboa, Teatro da Corte)
- L'eroe cinese (Pietro Metastasio) (6 de junho de 1753, Lisboa, Teatro da Corte)
- Adriano in Siria (Pietro Metastasio) (Carnaval 1754, Salvaterra de Magos, Teatro Real)
- L'Ipermestra (Pietro Metastasio) (31 de março de 1754, Lisboa, Teatro da Corte)
- Alessandro nell'Indie (Pietro Metastasio), dramma per musica (Primavera 1755, Lisboa, Ópera do Tejo)
- Il re pastore (Pietro Metastasio) (primavera 1756, Cremona)
- Solimano (libretista desconhecido) (31 de março de 1758, Lisboa, Teatro da Ajuda)
- Arminio (Antonio Salvi), Pasticcio (1760, Londres, King's Theatre)
- Creusa in Delfo (Gaetano Martinelli), dramma per musica (Carnaval 1774 Lisboa, Salvaterra)